# Francesco Rasi
Francesco Rasi (* 14. Mai 1574 in Arezzo(?); † 30. November 1621) war ein italienischer Sänger (Tenor), Instrumentalist (Chitarrone), Komponist und Dichter. In zeitgenössischen Quellen wird er nach seiner Geburtsstadt als „nobile d’Arezzo“ bezeichnet, er durfte die Stadt nach seiner Verurteilung jedoch nicht mehr betreten.

## Leben
Francesco Rasi, Sohn eines toskanischen Hofbeamten, stand ab 1588 auf den Gehaltslisten des Florentiner Hofes. In dieser Zeit erhielt er Gesangsunterricht bei Giulio Caccini. 1594 kam er, möglicherweise im Gefolge von Carlo Gesualdo, zu dessen Vermählung nach Ferrara. 1598 kam er an den Hof von Herzog Vincenzo I. Gonzaga in Mantua, in dessen Diensten er bis zu seinem Lebensende blieb. Mit Vincenzo bereiste er ganz Italien und einige europäische Länder, unter Kapellmeister Luca Marenzio war er für zwei Jahre in der Hofkapelle des polnischen Königs Sigismund III. Er war Sänger bei den Uraufführungen von Jacopo Peris Euridice (Aminta) sowie Giulio Caccinis Il rapimento di Cefalo (1600). 1607 war er der erste Orfeo in der gleichnamigen Oper von Claudio Monteverdi. 1608 trat er in der Uraufführung von Marco da Gaglianos La Dafne auf. 1610 wurde Rasi für den Mordversuch an seiner Stiefmutter und die Ermordung von deren Gutsverwalter zum Tode verurteilt. Unter dem Schutz der Familie Gonzaga konnte er jedoch fliehen. 
1612 begleitete er Vincenzo Gonzaga nach Prag, wo er für einen Auftritt am Hof von Kaiser Matthias mit einer goldenen Ehrenkette beschenkt wurde. Da er in Prag erkrankte, reiste er später alleine nach Italien zurück. Dabei kam er über Nürnberg und Augsburg nach Salzburg an den Hof von Erzbischof Markus Sittikus, dem er die Handschrift seiner „Musice da camera e da chiesa“ (10. Dezember 1612) dedizierte. Diese Handschrift enthält 8 Arien bzw. Monodien über italienische Texte von Rasi und 3 Monodien über lateinische Texte (Jesaja, Hohes Lied der Liebe). Es handelt sich um die erste Musikkomposition für einen Salzburger Fürsterzbischof, in dem beide Funktionen, die weltliche wie auch die geistliche im Titel wie auch in den vertonten Texten berücksichtigt sind. Da in Salzburg einige Jahre später eine "Pastorale Orfeo" aufgeführt wurde, hat man angenommen, dass es sich hierbei um die Vertonung durch Monteverdi handelt. Einen sicheren Beleg dazu gibt es nicht.
Rasi kehrte noch 1612 nach Mantua an den Hof der Gonzaga zurück. Später wurde das Todesurteil unter der Prämisse aufgehoben, dass er seinen Geburtsort Arezzo nicht mehr betreten durfte. 
Rasi komponierte die (verschollene) Pastorale Cibele, ed Ati, die zu seinen Lebzeiten wahrscheinlich nie aufgeführt wurde. Zudem verfasste er auch ein Libretto Elvidia rapita. Er publizierte zahlreiche Gedichte, darunter die Anthologie La cetra di sette corde. Als Komponist überwiegt bei ihm Solo-Arie (Monodie), geschrieben im modernen, d. h. monodischen Stil Caccinis, welche in diversen Anthologien, wie etwa Vaghezze di musica (1608) und Madrigali (1610) enthalten sind. Fast alle Monodien sind für Tenorstimme, also wahrscheinlich für ihn selbst geschrieben.

## Werke (Auswahl)
a) Drucke:
- Vaghezze di Musica per una voce sola, Venedig: Gardano, 1608
- Madrigali di diversi Autori posti in musica dal S. Francesco Rasi, Florenz: Marescotti, 1610
- 1 Motette à 2 voci, in: Federico Malgarini, Motetti a una, due, tre et quattro voci col basso continuo per l'organo fatti da diversi musicisti servitori de! Signor Duca di Mantoria, e racolti da Federico Malgarini, Venetia: G. Vincenti, 1618.
- The Seven-String Lyre, 1619.
- Dialoghi rappresentativi, 1620.

b) Handschriften:
- Musica di Camera et Chiesa, 1-3 voci (1612), Regensburg, Proskesche Musikbibliothek
- „Vostro fui“ (aus der Sammlung von 1608), Brüssel, Cons. Royal de Musique, Ms. 704
- Pastorale La favola di Cibele ed Ati, 1617, (Musik verschollen)

## Schriften
- Libretto La Cetra di Sette Corde, Venedig 1619.